# Čimidikjan
Il Čimidikjan è un fiume della Russia siberiana orientale (Repubblica Autonoma della Jacuzia), affluente di destra del Tjung (bacino idrografico del Viljuj).
Nasce dalle estreme propaggini orientali dell'altopiano della Siberia centrale, scorrendo successivamente nel piatto e paludoso bassopiano della Jacuzia centrale, senza incontrare alcun centro abitato di qualche rilievo; il maggiore affluente ricevuto è la Tajyaska (119 km), proveniente dalla sinistra idrografica.
Il fiume è congelato, similmente a tutti i fiumi della zona, per lunghi periodi ogni anno, mediamente da metà ottobre a fine maggio.